# El Tambo (Cauca)
El Tambo es un municipio colombiano ubicado en el departamento del Cauca, perteneciente al área metropolitana de Popayán, capital departamental de la que dista aproximadamente 33 km. Es un municipio rico en recursos naturales, de sus montañas nace el agua que abastece a miles de personas. 

## Geografía
El Tambo limita al norte con el municipio de López de Micay al sur con los municipios de Patía, La Sierra y Argelia; al oriente con los municipios de Morales, Cajibío, Popayán, Timbío y Rosas; al occidente con el municipio de Timbiquí. Presenta tres pisos térmicos frío, medio y cálido que favorecen gran diversidad de cultivos y cuenta con importantes elevaciones: los cerros de Altamira Don Alfonso, Mechengue, Napi, Pan de azúcar, Santana y Munchique donde se encuentran ubicadas las antenas de ayudas de aeronavegación (radar de la aeronáutica civil) y de transmisión de las señales de telecomunicaciones en el occidente colombiano (INRAVISION Y TELECOM).

## Historia
La fecha de fundación de El Tambo corresponde a El 15 de septiembre de 1641, la cual se constató mediante transcripción paleográfica de los documentos que reposan en el Instituto de Investigaciones Históricas “José María Arboleda” que data del siglo XVI. El sargento mayor JOSEPH FRANCISCO CARREÑO, gobernador y capitán general de la provincia, reunió a los indios para averiguar por sus tratamientos, el pago, mantenimiento, la calidad y extensión de las tierras y el número de personas que componían el poblado e impuso a don IGNACIO VIRCACHA, esposo de la cacica de este pueblo doña MANUELA BETE y a MANUEL MAQUIANO, MANUEL ANAYA Y SEBASTIAN ACHI, la obligación de vivir en el pueblo, en vida racional y cristiana, quienes así convinieron e hicieron sus casas, iniciándose así un proceso de resurgimiento.
Ya en 1890 se dictó la ley 89 que estableció las parcialidades de Chapa, Alto del Rey y la Cuchilla y en 1914 se elevó a la categoría de Municipio, mediante ordenanza número 45.

## División Político-Administrativa
Además de su cabecera municipal. El Tambo tiene bajo su jurisdicción los siguientes centros poblados:
- Aires de Occidente
- Alto del Rey
- Buenavista
- Cabuyal
- Chapa
- Cuatro Esquinas
- El Crucero de Pandiguando
- El Crucero del Pueblo
- El Placer
- El Recuerdo
- El Zarzal
- Fondas
- Honduras
- Huisitó
- La Alianza
- La Chicueña
- La Paz
- Las Botas
- Los Anayes
- Los Andes
- Pandiguando
- Piagua
- Playa Rica
- Puente del Río Timbío
- Quilcacé
- San Joaquín
- Seguengue
- Uribe

### Resguardos indígenas
Los Resguardo indígena con población de origen pubenence, como Alto del Rey. Entre ellos impera la ley indígena, las personas que llegan a vivir en el resguardo deben vivir de acuerdo con su ley, son aceptados como parte de la comunidad, cuentan con grupos organizados para diferentes actividades, grupos musicales, comunitarios, su potencial fundamental es el respeto a la ley indígena.

## Demografía
La población del municipio está conformada por mestizos 37.516, negros 5.543 y blancos 2.598. Los indígenas de la región se encuentran en bajo número de población localizados como comunidades guambianas y paéz en los sectores de Munchique y Playa Rica.
La población de etnia negra se ubica en la región de clima cálido (Valle geográfico del Río Patía o depresión patiana) y en las veredas Las Botas y Chisquío, un alto porcentaje de campesinos son de origen antioqueño, caldense, valluno, tolimense, huilense y nariñense, así como de otras zonas del Cauca, tales como Bolívar, Almaguer, Argelia y Balboa.
El 92,23% de la población se encuentra en el área rural y el 7,7% en la cabecera municipal. Una cantidad importante de la población se encuentra en las cohortes de edad de personas jóvenes y adultas, la proporción de ancianos es baja. En cuanto al empleo el 71% de la población se ocupa de labores agrícolas.

## Economía
El Tambo es el mayor productor de chontaduro en Colombia. Las temporadas de cosecha son, la primera entre enero y marzo, y la segunda entre agosto y noviembre. En la primera cosecha del año 2005 la región aportó unas seis mil toneladas, equivalentes al 50% de la producción nacional de chontaduro. Todo este producido se genera en la vereda Cuatro Esquinas.
El municipio también produce café, yuca, plátano, caña panelera y fique.
Las actividades productivas y sus tendencias de desarrollo se presentan en cada uno de los corregimientos agrupados en tres grandes regiones: La Región del Río Patía, la Región del Río Micay y la Región del Alto Cauca.
El Tambo desde el punto de vista de su vocación económica es un municipio eminentemente agrícola, siendo consecuente con la distribución poblacional entre rural (93%) y urbana (7%). Su economía está soportada principalmente por; la producción cafetera intercalada con plátano y le siguen en orden de importancia la caña panelera, el maíz, fríjol, lulo, chontaduro, yuca, fique, entre otros de menor importancia De acuerdo con el Programa Agropecuario Municipal (PAM) de 1994, estos cultivos, con excepción del café, se desarrollan con deficientes tecnologías y prácticas de manejo que inciden en la baja producción por hectárea, además la producción se genera en zonas marginadas y alejadas que no cuentan con una eficiente estructura de transporte y vías, de tal forma, que afectan el abastecimiento regular de los mercados locales y regionales.

### La economía de los cultivos permanentes y semipermanentes
Sin lugar a dudas en el ámbito nacional, el café ha sido el motor del desarrollo de la economía colombiana desde principios de siglo, de tal forma que históricamente se constituyó en la fuente de ahorro más importante del país para financiar el desarrollo industrial colombiano. Esto deja como ejemplo que el nivel de actividad económico generado por la actividad cafetera ha permitido reinvertir los excedentes en actividades de transformación y comercial que generen mayor valor agregado y permitan dinamizar el empleo.

### Economía forestal
La actividad forestal en el Municipio de El Tambo es desarrollada por la empresa Smurfit Cartón de Colombia, la cual explota tierras propias y bajo sistema de “cuentas de participación. Sin duda, en términos de área de aprovechamiento, junto con el café, la actividad forestal representa un importante renglón económico del municipio de El Tambo, más aún si se tiene en cuenta que de las 12.362 hectáreas en propiedad de Smurfit Cartón de Colombia en el Departamento del Cauca el 35,4% están ubicadas en este municipio, constituyéndose en el primero del departamento en área aprovechable comercialmente.

### Ganado bovino
Según el censo agropecuario del municipio de El Tambo la población de reses en este municipio es de 14.200 cabezas de ganado bovino, de los cuales 47,18% son machos y el 52,82% restantes hembras. De la población total de bovinos, el 65,49% de las reses tienen menos de dos (2) años y el porcentaje restante son potencialmente para el sacrificio y comercialización de carne. Los precios al productor de la carne, resultan ser relativamente más estables que los del consumidor. Ello indica que de alguna forma en la comercialización existen condiciones monopólicas que no permiten una transparencia en la formación del precio de mercado la leche, sino que éste es formado por agentes privados que dominan el mercado Como base para la actividad ganadera, en el Municipio de El Tambo existen unas 81.200 hectáreas sembradas con pastos, de las cuales el 92,36% son praderas tradicionales, un 3,7% (3000 has) son pastos sembrados en praderas mejoradas y el porcentaje restante (3,94%) es pasto de corte.

### Ganado porcino
El inventario de este tipo de ganado en El Tambo indica que a la fecha existían unas 950 unidades, 63,16% (600) hembras y el resto machos (350). De acuerdo con el inventario, el 37,5% de las hembras mayores de seis (6) meses (400) son dedicadas a la producción de cría, y mensualmente se sacrifican unas 25 unidades para el consumo doméstico.

### Economía minera: El oro
Una de las veredas que más está identificada con la explotación de este mineral es la población de Fondas, en la cual el 50% de la población está dedicada a la minería y el otro porcentaje restante a la agricultura, especialmente a la producción de café, cabuya, panela y pino de propiedad de Smurfit Cartón de Colombia. 

### El carbón
La explotación minera en la zona es artesanal, no hay planeamientos técnicos de avance minero ni conocimiento geológico de la zona, en general se adelantan labores de descuñe de explotaciones antiguas en condiciones antitécnicas y la forma de comercialización del carbón es por medio de Procarbón S.A. Las diferentes minas que existen en la zona son: • Mina La Honda y El Recuerdo: Está ubicada en el municipio de El Tambo, en el corregimiento de los Anayes Vereda Seguengue. • El Hoyo: Situada al norte de Piedra Sentada Municipio del Patía. • Guanabanal. Está ubicada en la quebrada Guanabanal, al este de la población de El Bordo (Patía) • Baraya: Situado al norte del caserío de Baraya sobre la Cordillera Occidental al sur occidente de la cabecera municipal, Corregimiento de la Paloma. Fuente: http://eltambo-cauca.gov.co Archivado el 19 de agosto de 2018 en Wayback Machine.

## Sitios históricos
EL OBELISCO
Históricamente este territorio es importante por cuanto aquí se llevó a cabo la Batalla de la Cuchilla del Tambo, librada el 29 de junio de 1815 por el ejército patriota que durante tres horas, con 550 infantes, 30 artilleros, 70 caballerías, veteranos y voluntarios comandados por JUAN MARIA MEDINA, conocedor de la topografía del lugar, combatieron contra las fuerzas de Sámano, provenientes de Quito y ubicadas ya en el nombrado sitio. El frente del Ejército Granadino estuvo el coronel Liborio Mejía, quien asumió la presidencia de la Nueva Granada a finales de junio de ese año. En la actualidad en el sitio histórico de la Cuchilla de El Tambo se ha construido un obelisco en homenaje al ejército patriota que fue derrotado por Juan Sámano.
El 29 de junio de 1968, la academia Colombiana de historia rindió homenaje al ejército patriota colocando una placa conmemorativa con una inscripción que expresa “LA TEMERIDAD Y EL HEROISMO, INSPIRADOS POR AMOR INDECLINABLE A LA PATRIA AGONIZANTE, IMPULZARON POR LAS FORTIFICADAS BREÑAS DE LA CUCHILLA DE EL TAMBO, A UN PUÑADO DE VALIENTES COMANDADOS POR LA GALLARDA JUVENTUD DE LIBORIO MEJIA. AQUÍ EL 29 DE JUNIO DE 1816 FUERON DESHECHOS LOS RESTOS DEL GLORIOSO EJERCITO NEO – GRANADINO LOOR A SU HEROISMO”.
MONUMENTOS
Monumento al Paso del Libertador, la Virgen y la Cruz.
Otros de tipo arquitectónico constituido por la Iglesia del Amo Jesús, edificación con dos torres y de composición simétrica, de estilo historicista neoclásico, la cual tuvo una remodelación debido a los daños que sufrió en el terremoto de 1.983.

## Principales festividades
- CARNAVAL DE BLANCOS Y NEGROS

El Municipio de El Tambo es reconocido por ser un pueblo alegre, de gente amable y cordial, que a pesar de las adversidades y dificultades presentes en su territorio ha logrado salir adelante; una muestra de ello es la realización de los carnavales de blancos y negros, fiestas que integran a las familias Tambeñas de diferentes formas, algunas en la elaboración de las carrozas y comparsas, otros participando en el desfile que recorre las principales calles de la Cabecera.
- FIESTA DEL AMO JESUS

Desde la época de la colonia se veneraba la imagen de El Amo Jesús, traída posiblemente de Quito – Ecuador, labrado de madera fina.
Según la historia fue encontrado en Huisito, en un lugar llamado Guinea detrás de la cordillera occidental, según el párroco Rafael Solarte, en esa región moraba una tribu salvaje y un día saltaron al sitio encendieron las chozas y mataron algunos cristianos, los que huyeron se llevaron la imagen y la escondieron en una cueva de la selva, al tiempo algunos viajeros se quedaron en ese sitio y escucharon algunos cánticos misteriosos, ellos se reunieron y fueron a observar y tal sorpresa se encontraron la imagen en perfectas condiciones, de allí lo trajeron a la población de Chapa y lo siguieron venerando, pero por miedo a un nuevo asalto, lo llevaron a Piagua y después a El Tambo donde le edificaron una capilla pajiza en el lugar donde se levantó la cruz. Pasaron días y una comunidad eclesiástica ordenó que se lo llevaran para Popayán y esto causó inconformidad con los que aquí en el Tambo lo veneraban, cuando los cargueros lo tomaron para llevarlo y una muchedumbre lo seguía y cantaba diciendo:
Si tú nos abandonas
En quién esperaremos
A quién acudiremos
Y quién nos salvará.
A la salida oriental del poblado en un punto llamado los chorritos acordaron descansar pero al intentar retomar el viaje encontraron la imagen tan pesada que no pudieron alzarla, entonces resolvieron regresarla de nuevo a su capilla haciéndose liviana, hecho que atribuyó un milagro. Cada año en el último domingo del mes de agosto se celebra una fiesta en honor al Amo Jesús desde hace siglos, Tú Reinas era el Himno religioso que le cantaban en el tiempo de gobierno del párroco Rafael Solarte.
Tú Reinarás este es el grito
Que ardiente exhala nuestra fe
Tú reinarás o Rey Bendito
Pues tú dijiste ¡Reinaré! 
Para mayor información vea también: Amo Jesús de Puelenje de Popayán
- La Niña María de las Botas

La Niña María de las Botas es una pequeña y sagrada imagen de la divinidad, patrona de este sitio es de estatura común a la de una niña recién nacida. Su fiesta se celebra cada año el 8 de septiembre, aquí participan personas de El Tambo Chisquio, las Botas, Chapa, Pandiguando entre otros, la niña es sacada de su capilla con su lujoso vertido y llevada en procesión por el pueblo, y en los tiempos de gobierno del párroco Rafael Solarte Idrobo se le cantaba: Soberana del cielo señora Virgen bella cual mística flor Hoy tus hijos elevan sonora Tierna voz a ti madre de honor.
- SEMANA SANTA

Celebra con gran recogimiento espiritual en memoria de los más grandes misterios que Jesucristo obró por nuestra redención.
El primer día de Cuaresma se llama Miércoles de Ceniza, los fieles reciben la sagrada ceniza, para recordar que polvo éramos y en polvo nos hemos de convertir, el Domingo de Ramos se conmemora la entrada triunfante de Jesucristo en Jerusalén 6 días antes de su pasión, de la cordillera occidental los campesinos bajan portando una palma con la cual asisten a la misa, recibiendo los ramos de bendición con agua bendita, luego se hace una procesión conduciendo la imagen del amo Jesús contada en un asno, el que pasa entre dos filas de palmas. El Jueves Santo asisten a la misa en la tarde visitan al templo al Santísimo sacramento. El lavatorio en este mismo día que tiene por objeto renovar la memoria de aquella humillación en que Jesucristo de rebajo a lavar los pies de los apóstoles para esta celebración se escogen 12 personas y se hace lo mismo que hizo Jesucristo con sus apóstoles. El Jueves y Viernes Santo celebran procesiones nocturnas con imágenes al hombro y acompañada de personas con sirios encendidos en un recorrido que se hace desde el templo parroquial a la capilla.
- REINADO DEL CHONTADURO

Desde el 5 de agosto de 1989, la vereda La Libertad Cuatro Esquinas ha institucionalizado el reinado del Chontaduro principal producto de la economía de la región, también conocido como Cachipai. Su calidad, presentación y sabor no tienen competencia en el país.
Las niñas más hermosas de la región participan en este evento que pretende resaltar los valores culturales, artísticos y de trabajo comunitario. En las festividades convergen siete veredas aledañas productoras del Chontaduro, además asisten comerciantes de ciudades como Popayán, Cali, Neiva, Medellín y Bogotá principales consumidores de este producto, donde el chontaduro que se produce en esta región es apetecido por los valores nutricionales y de calidad.
Las personas de la comunidad se han capacitado en la elaboración de derivados del producto: como mermeladas, galletas, tortas, chontaduro en almíbar y salmuera.
La festividad desarrolla actividades artísticas, artesanales, cabalgatas, corralejas y concursos al mejor racimo en tamaño y presentación. Con anterioridad se prepara la carroza que desplaza la reina a la cabecera municipal acompañada de una caravana de vehículos y comparsas donde se despliega la creatividad y alegría de los acompañantes.
En la plazoleta de la cabecera Municipal se desarrolla un programa cultural de las diferentes clases de danzas de la región. Una de ellas es la danza del chontaduro cuya coreografía fue creada por un grupo de jóvenes de la institución educativa Cuatro Esquinas que hace alusión a los implementos utilizados en la cosecha, control de plagas y al uso artesanal que tienen las hojas de la palma de chontaduro.
El vestuario es decorosamente elaborado con palma de chontaduro. Así mismo se elaboran el sombrero y los collares.
Luego se desplaza la caravana a la vereda donde se desarrollan los demás aspectos que forman parte de la feria. Los encuentros deportivos, las corralejas son construidas con guaduas amarradas con sogas, en las corralejas intervienen toreros aficionados, a los cuales se les da una media de licor por embestir al toro.
Las cabalgatas congregan a los caballistas que desfilan por las principales calles del caserío. Al finalizar la cabalgata se premia a los participantes con obsequios donados por el comercio de la cabecera municipal. Participan representantes de las veredas aledañas, dinamizando la feria.
Se establecen stand para los eventos artísticos y artesanales con muestras elaboradas a base de cabuya, hoja de caña brava, cinta, bordados y tejidos.

## Lugares turísticos
- Cuatro Esquinas

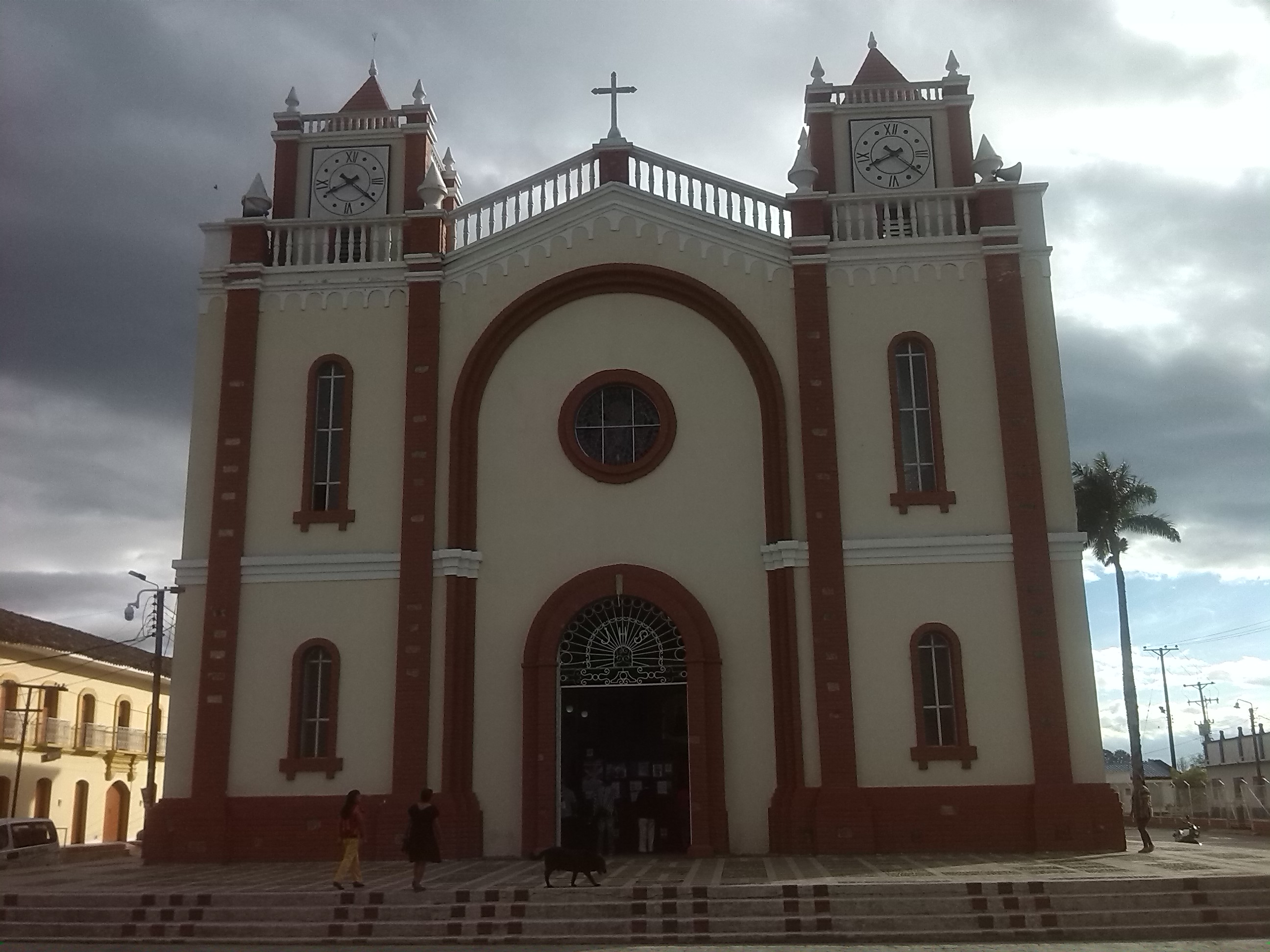
Iglesia de El Tambo.

La tierra del mejor chontaduro del país, este corregimiento del municipio de El Tambo cuenta con sinfín de fincas que cultivan este producto.
Cuatro Esquinas es uno de los lugares con mejores tierras para cultivos del valle del patia, gracias a su microclima hace que los productos que se dan es esta zona sean de una gran calidad.
Gracias a este producto insignia de la región se tejen un sinfín de actividades culturales, deportivas y recreativas, como es EL REINADO DEL CHONTADURO, festividad que integra a todos corregimientos del municipio, alrededor de este evento.
En el mes de julio participen de estas actividades y de los mejores reinados de la región. 
- El Obelisco de El Tambo Cauca

Lugar turístico de la Cabecera Municipal. Es un gran mirador natural del cual se puede observa el valle del Patía y el valle de pubenza. En este sitio se libró la Batalla de la Cuchilla del Tambo.
- La Laguna.

Este lago natural ubicado a un km de la cabecera Municipal es un lugar idóneo para pasar tardes en familia.
La laguna cuenta con una tradición popular que ha ido pasando de generación en generación entre los pobladores del lugar, los mitos, leyendas y creencias le han dado el sitio un valor agregado propicio para quien quiera conocer lo visite.
- Parque nacional natural Munchique.

El parque nacional natural Munchique se encuentra ubicado al occidente del municipio de El Tambo. El parque se encuentra en la pendiente occidental de la Cordillera Occidental de los Andes, Región Andina de Colombia.
Cuenta con una gran biodiversidad de especies tanto en flora como en fauna; además en la reserva se pueden encontrar cabañas para realizar ecoturismo.
El parque contiene numerosas montañas, incluyendo el cerro del Munchique con 3.012 m s. n. m., por lo cual el ecosistema principal es el bosque de montaña. Varios afluentes del río San Juan del Micay fluyen a lo largo del parque, tales como los ríos San Joaquín y Agua clara.
- Perolindes.

De Domingo a domingo. Ubicada en la Vereda los Anayes, esta caída natural de agua de 30 metros, es un lugar para compartir con la familia, en el sitio encuentran un lugar para preparar los alimentos y gran espacio para realizar camping. A 9 km de la cabecera municipal.
- Charco del Burro

Vereda Puerto Rico - Piagua
- Balneario Río Las Piedras

Las Piedras
- Cascada de la vereda Belén, sobre la quebrada de Guabitas

De importancia ambiental pues está en el eje de la Cordillera Occidental, sitio de interés paisajístico.
- Cascada de Arrayanes

Ubicada sobre el río las Botas, se cuenta con cabañas en el parque nacional Munchique, principal centro de atención turística, existe un Molino de Piedra utilizado para moler trigo hace muchos años sobre el río y la vereda Las Botas: El Molino y varios caminos reales que desde hace mucho tiempo comunican la región.
- Pomorrosos

Bosque natural con variedad de flora y fauna.
- Río Timbío

Cuentan con bosques naturales donde hay riqueza en flora y fauna existen venados, armadillos, guaguas, zorros, osos hormigueros y gran diversidad de aves.

## Servicios

### Educación
En el Municipio existen varios centros educativos para la formación de niños y jóvenes, que comprende todos los niveles de la educación formal: preescolar, básica primaria, básica secundaria y educación media. Entre los principales centros educativos se encuentran:
- Centro Educativo Baraya

Escuela Rural Mixta Pandiguando-Corregimiento Pandiguando
- Escuela Rural Mixta La Paz-Corregimiento La Paz
- Escuela Rural Mixta Las Botas-Caserío Las Botas
- Escuela Rural Mixta Las Piedras-Vereda Las Piedras
- Escuela Rural Mixta La Chicuena-Vereda Chicuena
- Centro Docente Nayita
- Escuela Rural Mixta La Gallera
- Escuela Rural Mixta Palmichal-Vereda Palmichal
- Escuela Rural Mixta El Recuerdo
- Escuela Rural Mixta Chapa-Corregimiento Chapa
- Escuela Rural Mixta Cerrito Uribe-Vereda El Cerrito Uribe
- Escuela Rural Mixta La Pedregosa-Vereda La Pedregosa
- Centro Docente Rural Mixto Dorada Huisito
- Escuela Rural Mixta Belén-Vereda Belén
- Colegio Los Anayes-Corregimiento Los Anayes
- Colegio Occidental Integrado Chisquio-Corregimiento Chisquio
- Instituto Técnico Agropecuario Y Forestal Smurfit Cartón de Colombia-Vereda Fondas
- Fundación Para La Educación Agropecuaria José María Obando-Corregimiento San Joaquín
- Corporación Maestra Vida-Vereda Puente Alta
- Institución Educativa Liborio Mejía - Cabecera Municipal
- Institución Educativa Politécnico Francisco de Paula Santander - Cabecera Municipal
- Institución Educativa San Carlos - Cabecera Municipal
- Institución Educativa Seguengue - Vereda Seguengue

## Personas destacadas
Leonardo Fabio Castro (1992), futbolista ídolo del Deportivo Pereira

## Servicios públicos
- Energía Eléctrica: Compañía Energética de Occidente, es la empresa prestadora del servicio de energía eléctrica.
- Gas Natural: Alcanos de Colombia, es la empresa distribuidora y comercializadora de gas natural en el municipio.